# 尼古拉·莫斯克维捷列夫
尼古拉·伊万诺维奇·莫斯克维捷列夫（俄语：Николай Иванович Москвителев，1926年7月27日—2020年2月12日），苏联军事人物，空军上将。苏联功勋军事飞行员。

## 生平
1926年7月27日生于苏联薩馬拉省维亚佐维村。1942年9月就读于古比雪夫航空学院，并在飞机制造厂担任机床工。1943年11月加入苏联红军。1944年至1947年，在葉伊斯克斯大林海军航空学校学习。毕业后成为波羅的海艦隊第4近卫战斗机航空团飞行员（驻扎在加里宁格勒州馬莫諾夫）。2年多后又奉命回到葉伊斯克，担任飞机教练。
1957年7月，转至黑海舰队航空兵服役，任第62战斗机航空团副团长（驻扎在塞瓦斯托波爾機場）。1958年3月，任黑海舰队航空兵高级督察员。同年5月因第62团团长飞机失事而成为新任团长。1960年，该团被改编至国土防空军第8军第1师。1960年4月6日，与苏联英雄波克雷什金相识，并成为其弟子。1963年4月，任国土防空第11防空战斗机师副师长兼航空兵司令（驻扎在第聂伯罗彼得罗夫斯克）。1965年毕业于朱可夫防空军事指挥学院。1967年5月，任第8防空军副司令（驻扎在基辅）。1968年获苏联功勋军事飞行员称号。1968年11月，任第4独立防空军副司令（驻扎在斯维尔德洛夫斯克）。1970年10月，任莫斯科防空区副司令。1976年10月晋升空军中将。1977年4月，任莫斯科防空区副司令、航空区司令。1981年2月晋升空军上将。
莫斯克维捷列夫会驾驶34种不同型号的歼击机，飞行总时数近4000小时。1990年退役。1995年以后，任格罗莫夫飞行试验研究院顾问。
2007年4月，在莫斯科退伍军人协会创建卫国战争老战士、苏联空军退役上将、功勋军事飞行员俱乐部，自任主席。
2020年2月12日在莫斯科逝世，终年93岁。2月15日葬于联邦军人纪念公墓。

## 家庭
- 父亲：伊万·德米特里耶维奇·莫斯科维捷列夫（1899年－1978年）。
- 母亲：玛丽亚·伊万诺夫娜·莫斯科维捷列娃（1905年－1938年）。
- 妻子：柳德米拉·费奥多罗夫娜·莫斯科维捷列娃（婚前姓列万科娃，1922年－1997年）。
- 女儿：尼娜·尼古拉耶夫娜·莫斯科维捷列娃（1952年－）。
- 女儿：奥尔加·尼古拉耶夫娜·莫斯科维捷列娃（1963年－）。